# Савінова Валентина Никифорівна
Валентина Никифорівна Савінова (8 лютого 1937 — 26 лютого 1996) — бригадир комплексної бригади опоряджувальників, Герой Соціалістичної Праці, депутат Верховної Ради СРСР, лауреат Державної премії СРСР. Почесний громадянин міста Тольятті.

## Життєпис
Валентина Іваніва народилася 8 лютого 1937 року в селищі Нова Василівка в багатодітній селянській родині. У неї було вісім братів і сестер. У 1952 році колгоспницею почала трудову діяльність: керувала молодіжною ланкою по вирощуванню кукурудзи. Вийшла заміж за Миколу Савінова.
Микола працював теслею на «Куйбишевгідробуді», молоді отримали квартиру і в 1956 році переїхали до сусіднього Ставрополя (зараз Тольятті). Валентина вирішила отримати міську професію, закінчила курси штукатурів-малярів, теж влаштувалася в «Куйбишевгідробуд», незабаром вона вже керувала ланкою обробників, потім стала бригадиром.
Савінова керувала бригадою «Житлобуду-3» «Куйбишевгідробуду» два десятиліття. Стала відома тим, що активно боролася з приписками, застосовувала нові методи робіт. Її бригада однією з перших запровадила поточний бригадний підряд, що допомогло скоротити терміни будівництва і поліпшити якість робіт. Брала участь у будівництві 8 шкіл, 18 000 м² житла, двох дитячих комбінатів і кілька інших об'єктів в Тольятті. В жовтні 1966 року, за підсумками семирічки Валентина Савінова була нагороджена орденом Трудового Червоного Прапора.
Велику увагу приділяла роботі з молоддю, прагнула навчити її всім секретам майстерності, нагороджена знаком Наставник молоді. За оцінкою тольяттінського журналіста і краєзнавця В. Іванова, за роки роботи Савінова підготувала близько тисячі майстрів-обробників, в тому числі в'єтнамських фахівців, які стажувалися в Тольятті. Як передовик виробництва неодноразово виїжджала в складі делегацій з обміном досвіду до соціалістичних країн.
Вела активну громадську роботу. Обиралася депутатом обласної Ради народних депутатів, членом обкому КПРС. У 1966 році Валентина Савінова була обрана депутатом Верховної Ради СРСР, в 1976 році була делегатом XXV з'їзду КПРС. При цьому громадську роботу Савінова вела без відриву від виробництва, її бригада стабільно виконувала місячний план на 150—200 %.
У 1982 році «за видатні досягнення у праці, творчу ініціативу, великий особистий внесок у справу підвищення ефективності використання, впровадження передового досвіду в будівництві» Савіновій була присуджена Державна премія СРСР.
Виростила сина. Молодша сестра Зоя, також маляр-штукатур, працювала в бригаді Валентини, а згодом очолила її.
Останні роки життя Валентина Никифорівна важко хворіла, її паралізувало. Померла в 1996 році.

## Нагороди та звання
- Герой Соціалістичної Праці (20.04.1971)[9];
- Орден Леніна (20.04.1971)[9];
- Орден Трудового Червоного Прапора (04.10.1966)[9];
- Державна премія СРСР (1982)[9];
- Знак «Наставник молоді»[5];
- Почесний громадянин міста Тольятті (1982)[10].